# Grijswaarde
Grijswaarde is de maat waarmee de lichtintensiteit voor een foto wordt gemeten. Het interpreteren van de juiste grijswaarde speelt een belangrijke rol bij het Zone-systeem.

## 18% middengrijs
In de fotografie hanteert men een grijswaarde van 18% (middengrijs) voor een gemiddelde onderwerp; veel belichtingsmeters zijn op deze waarde gekalibreerd of geijkt. Dit houdt in dat als de lichtwaarde van het onderwerp exact 18% grijs bedraagt, een sensor of film optimaal wordt belicht. Voor digitale fotografie geldt dat de grijswaarde de gedigitaliseerde waarde van de intensiteit van een CCD-pixel is. In de praktijk blijkt dat zeer veel situaties inderdaad gemiddeld zijn verlicht. 